# Weir (Kansas)
Weir è un comune degli Stati Uniti d'America, situato nello Stato del Kansas, nella contea di Cherokee.